# ピカソ美術館 (ヴァロリス)
ピカソ美術館 （ピカソびじゅつかん、仏：Musée Picasso） は、フランス南部の地中海に近い都市ヴァロリスにある美術館。「戦争と平和 国立ピカソ美術館 （Musée National Picasso, La Guerre et La Paix ）」 ともいう。

## 概要
ピカソ美術館は、フランス南部プロヴァンス＝アルプ＝コート・ダジュール地域圏のアルプ＝マリティーム県にある都市ヴァロリスにある国立美術館。画家パブロ・ピカソの代表作『戦争と平和』を所蔵することから、「戦争と平和 国立ピカソ美術館」ともいう。
美術館の建物はヴァロリス城と呼ばれ、12世紀に建造された女子修道院を、16世紀にルネサンス様式の城館に改築したものである 。建物内には、ピカソ美術館のほか、陶芸美術館、マニエリ美術館が入っている。
ヴァロリスは、地中海に近い山あいにある陶芸の町で、ピカソは、1948年から1955年までこの地に滞在し、絵画、彫刻、陶器などの制作に励んだ 。ピカソの70歳の誕生日を祝福した町の人々に応えて、1952年、彼が制作した巨大な壁画が『戦争と平和』である 。『戦争と平和』は、美術館内にある礼拝堂のアーチ状の壁面に配置されている。

## 収蔵品
- ピカソ 『戦争と平和』 - La Guerre et la Paix (1952年)[4]
- ピカソ 『世界の四つの部分』 - Les quatre parties du monde (1957年-1959年)

## 所在地及び交通手段
- 所在地：ヴァロリス市 リベラシオン広場 （Place de la liberation, 06220 Vallauris 、北緯43度34分48秒 東経7度3分12秒 / 北緯43.58000度 東経7.05333度）
- 最寄り駅はフランス国鉄 マルセイユ・ヴェンティミーリア線 ゴルフ・ジュアン駅だが、美術館までは距離があるので、バスなどを利用する必要がある。